# Madera (Konarzyny)
Madera (kaszb. Môdérô) – część wsi Konarzyny w Polsce, położona w województwie pomorskim, w powiecie kościerskim, w gminie Stara Kiszewa, nad jeziorem Krąg, w kompleksie leśnym Borów Tucholskich.
W latach 1975–1998 Madera położona była w województwie gdańskim.